# Le Pas de la Case
Le Pas de la Case (en catalan : El Pas de la Casa) est une agglomération de la paroisse andorrane d'Encamp jouxtant la frontière entre l'Andorre et la France. Station de ski (Grandvalira) et centre de commerce transfrontalier, c'est l'unique point de passage routier entre les deux États.

## Géographie

### Situation
Au-dessus du village se trouve le port d'Envalira, un col situé à 2 408 mètres d'altitude. Établie entre 2 000 et 2 200 mètres d'altitude environ, il s'agit de la plus haute ville d'Europe, si on la considère comme telle (Juf en Suisse, Trepalle en Italie et Saint-Véran en France, entre 2 000 et 2 100 mètres, étant des villages habités à l'année).
Le territoire du Pas de la Case est propriété de la paroisse d'Encamp en vertu d'un contrat emphytéotique.
La commune française la plus proche est Porta dans le département des Pyrénées-Orientales.

### Hydrographie
Le Pas de la Case est établi sur la rive gauche de l'Ariège, qui prend sa source dans le cirque de Font Negra, à 2 430 mètres d'altitude. La rivière reçoit les eaux de l'estany de les Abelletes (ou de Font Negra), un lac de montagne établi à 2 258 mètres d'altitude. En 2015, à la suite d'un accord de modification de la frontière entre la France et l'Andorre approuvé par un traité signé en 2012, et afin de garantir et pérenniser l'approvisionnement en eau du Pas de la Case, il est partagé entre ces deux pays.
En aval du Pas de la Case, les pentes andorranes de la vallée de l'Ariège sont traversées par plusieurs ruisseaux, dont les principaux sont le barranc del Bullidor et le barranc de la Costa Rodona, qui prennent leur source sous le pic del Maià, le riu de Sant Josep, qui descend depuis le Port Dret, et la Font de la Palomera, sous le Coll dels Clots.

### Climat
Le Pas de la Case jouit d'un climat subarctique, caractéristique de la haute montagne pyrénéenne, classé « Dfb » dans la classification climatique de Köppen. Le climat y est particulièrement froid et il peut neiger pratiquement tous les mois de l'année. Ainsi, la température moyenne annuelle est de 4,6 °C. Le mois le plus froid est celui de février, avec une température moyenne de -3,5 °C, et le mois le plus chaud celui de juillet, avec une température moyenne de 13,9 °C. 
Le Pas de la Case reçoit également des précipitations importantes, avec des précipitations moyennes annuelles de 983 mm. En hiver et au début du printemps, ces précipitations se font principalement sous forme de neige.
| Mois                                | jan. | fév. | mars | avril | mai  | juin | jui. | août | sep. | oct. | nov. | déc. |
| ----------------------------------- | ---- | ---- | ---- | ----- | ---- | ---- | ---- | ---- | ---- | ---- | ---- | ---- |
| Température minimale moyenne (°C)   | −6,4 | −6,9 | −4,3 | −2,1  | 2    | 6,8  | 9,1  | 9,2  | 5,8  | 2,6  | −3,5 | −5,4 |
| Température moyenne (°C)            | −3,3 | −3,5 | −0,6 | 2,1   | 6,5  | 11,6 | 13,9 | 13,8 | 10,1 | 6,6  | 0,1  | −2,2 |
| Température maximale moyenne (°C)   | 0,2  | 0,1  | 3,1  | 6     | 10,8 | 16,1 | 18,6 | 18,6 | 14,8 | 11,1 | 3,8  | 1,3  |
| Ensoleillement (h)                  | 173  | 171  | 217  | 216   | 251  | 291  | 307  | 295  | 237  | 211  | 165  | 173  |
| Précipitations (mm)                 | 74   | 58   | 69   | 97    | 115  | 106  | 83   | 80   | 74   | 73   | 85   | 69   |
| Nombre de jours avec précipitations | 8    | 8    | 8    | 11    | 12   | 10   | 9    | 9    | 8    | 8    | 8    | 8    |

| Diagramme climatique                                  |           |           |         |          |            |           |           |           |           |           |           |
| J                                                     | F         | M         | A       | M        | J          | J         | A         | S         | O         | N         | D         |
| 0,2−6,474                                             | 0,1−6,958 | 3,1−4,369 | 6−2,197 | 10,82115 | 16,16,8106 | 18,69,183 | 18,69,280 | 14,85,874 | 11,12,673 | 3,8−3,585 | 1,3−5,469 |
| Moyennes : • Temp. maxi et mini °C • Précipitation mm |           |           |         |          |            |           |           |           |           |           |           |

### Transport
La gare ferroviaire la plus proche est la gare d'Andorre - L'Hospitalet, située à 1 429 m dans la commune française de L'Hospitalet-près-l'Andorre en Ariège et avec laquelle elle est reliée par des navettes routières.
Un projet d'aéroport international d'Andorre a été étudié puis abandonné en 2021. Il aurait été situé sur le site de Grau Roig, près du Pas de la Case.

## Toponymie
El Pas de la Casa est un toponyme typiquement catalan dans laquelle pas signifie « passage, col » et casa « maison, hutte, abri » ; sa prononciation est [əɫ ˌpas də ɫə ˈcazə]. Le « col » en question est celui du port d'Envalira situé juste au-dessus de la localité.
Par le passé, ce lieu a aussi été appelé El Pas del Bac et El Bac de la Casa.[réf. souhaitée]

## Histoire
En 2019, l'accès à la station a été impossible depuis l'Ariège par la RN22 du fait d'un important glissement de terrain et d'un sol instable entre L'Hospitalet-près l'Andorre et le Pas-de-la-Case. La route a été fermée du 27 avril au 17 mai 2019, période nécessaire à la restauration de la voie avec des répercussions économiques importantes.

## Politique et administration
Une revendication séparatiste minoritaire existe pour créer une nouvelle paroisse du Pas de la Case au sein de la principauté d'Andorre. Mais ce projet se heurte au refus de la paroisse d'Encamp. De plus, cette séparation nécessiterait, entre autres, une modification de la constitution d'Andorre. Ce fractionnement, s'il devait avoir lieu, ne serait pas une première puisqu'en 1978, la paroisse d'Escaldes-Engordany a été créée par division de celle d'Andorre-la-Vieille.

## Population et société

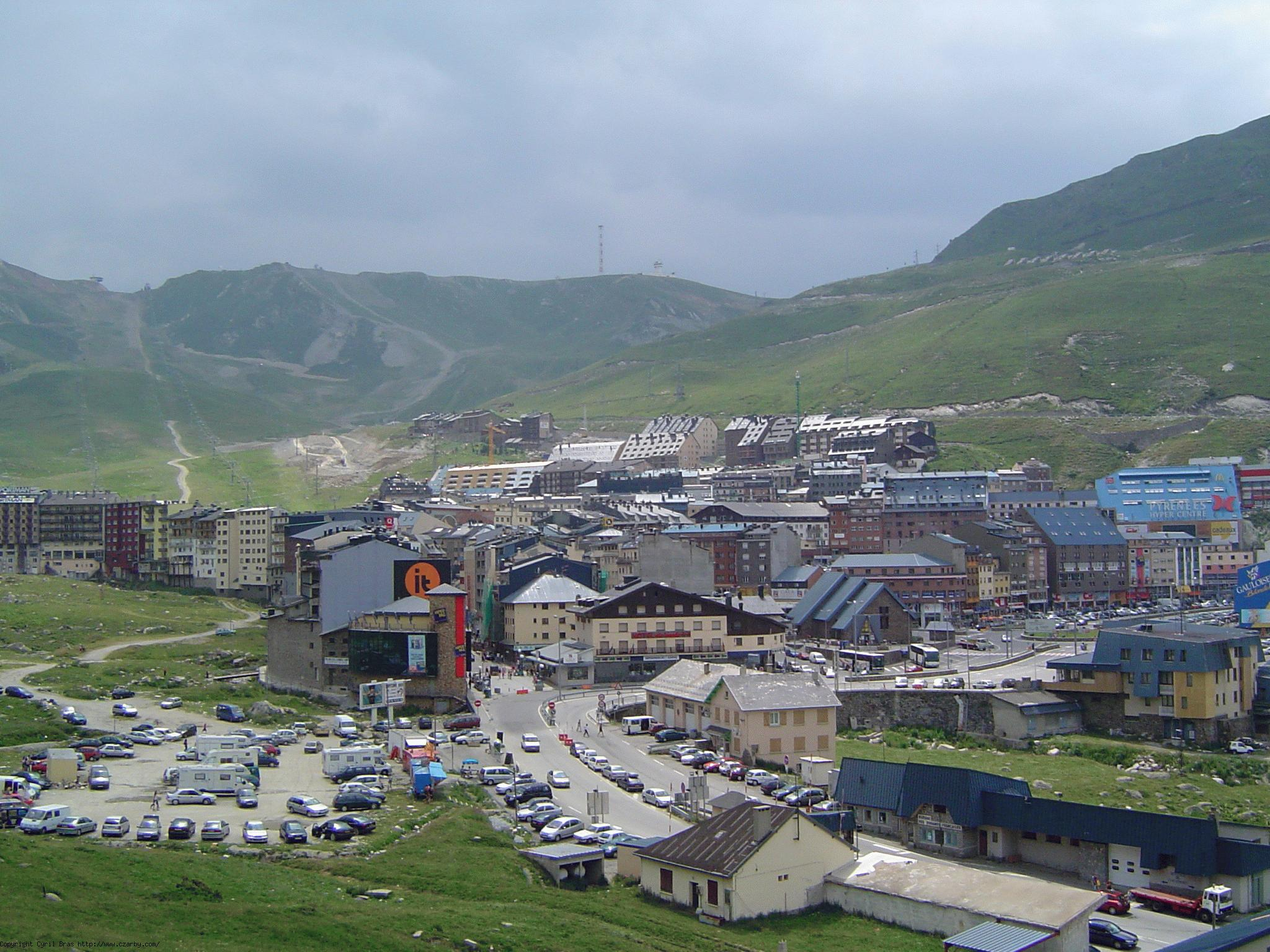
Vue générale de la ville.

## Économie
Les deux ressources principales de la localité sont le commerce générant un important tourisme frontalier (taxes réduites) et les sports d'hiver avec la station de ski alpin de Grandvalira.

## Culture et patrimoine

### Monuments
Le Pas de la Case possède une église, l'église Saint-Pierre (església de Sant Pere en catalan), qui est une des plus récentes d'Andorre. Elle est construite spécifiquement pour résister au froid.

### Fêtes locales
La Festa major du Pas de la Case se célèbre le 29 juin, jour de la fête patronale de l'apôtre Pierre. Elle est célébrée depuis la fin des années 1970.

### Sport
Le Pas de la Case est un passage prévu lors de la 15e étape du Tour de France 2021 (Céret-Andorre-la-Vieille) à 141,6 km après le départ de Céret. Le Pas de la Case accueille le départ de la 16e étape de la course cycliste du Tour de France le 13 juillet 2021 à destination de Saint-Gaudens (Haute-Garonne).
La Travessa Pas de la Casa, dont la première édition a lieu en 2022, est une course de montagne, comptant pour la coupe d'Andorre, qui propose un parcours de 10 km de long, pour 610 mètres de dénivelé.